# Mực vô hình

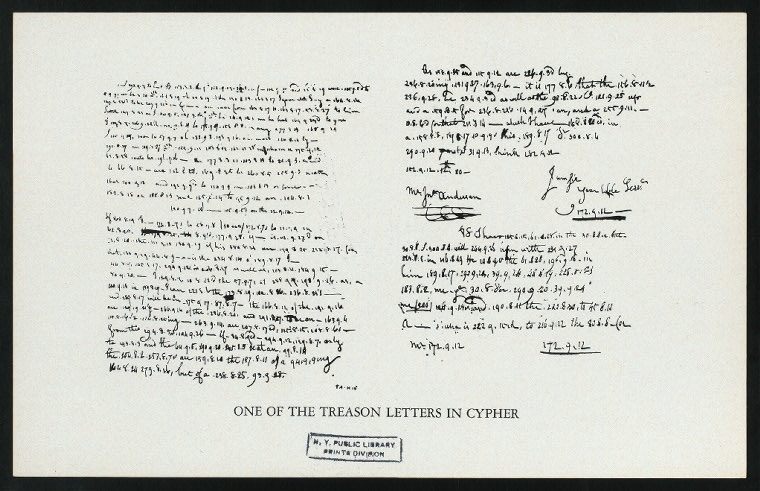
Một lá thư được mã hóa bởi Benedict Arnold, ban đầu được viết bằng mực vô hình. Chữ viết tay của Peggy Shippen Arnold được xen kẽ với mật mã của Benedict.

Mực vô hình, còn gọi là mực bảo mật là một hóa chất được sử dụng để viết/vẽ mà thông tin sẽ vô hình lập tức hoặc liền sau đó. Thông tin này sẽ được làm hiện ra ("giải mật") bằng các phương pháp phù hợp. Mực vô hình là một dạng của kỹ thuật giấu tin.

## Lịch sử
Một trong những nhà văn đầu tiên đề cập đến mực vô hình là Aeneas Tacticus, vào thế kỷ thứ 4 trước Công nguyên. Ông nhắc đến nó trong thảo luận làm thế nào để sống sót dưới sự bao vây nhưng không chỉ ra loại mực sẽ được sử dụng. Đây là một phần trong danh sách 20 phương thức liên lạc bí mật khác nhau của ông trong tác phẩm On the Defense of Fortifications. Hai kỹ thuật giấu tin khác là pinprick và microdot, trong đó pinpricks là chọc thủng một tổ hợp lỗ nhỏ trên hoặc dưới các chữ cái trong tài liệu để chứa một thông điệp bí mật, còn microdot là kỹ thuật thu nhỏ văn bản/hình ảnh tới kích cỡ dấu chấm đánh máy để hạn chế bị phát hiện bởi người ngoài ý muốn. Đây cũng là các kỹ thuật giấu tin mà người Đức đã cải thiện để dùng trong chiến tranh thế giới thứ nhất và chiến tranh thế giới thứ hai. Họ đã sử dụng mực vô hình và microdot thay vì pinprick.
Philo của Byzantium có thể là nhà văn đầu tiên mô tả một loại mực vô hình kèm chất giải mật vào khoảng năm 217 – 218 trước Công nguyên, với mụn cây sồi và muối sunfat. Những thành phần này đã được sử dụng để tạo ra mực muối sắt. Mọi người sớm phát hiện ra họ có thể viết chữ vô hình với một trong hai thành phần trên và sau đó khiến chữ viết xuất hiện bằng cách thêm vào thành phần còn lại. Gaius Plinius Secundus và nhà thơ La Mã Ovidius đã đưa ra lời khuyên về việc sử dụng nước ép thực vật và sữa để viết những thông điệp bí mật. Chanh cũng được sử dụng làm mực hữu cơ của người Ả Rập khoảng năm 600 Công nguyên và trong thế kỷ 16 ở châu Âu.
Giovanni Battista della Porta được ghi nhận với công thức đầu tiên cho một loại mực vô hình có nguồn gốc từ phèn và giấm, cũng như cuốn sách đầu tiên về văn bản bí mật và mực vô hình, Magia Naturalis (1558, 1589).:24 Kể từ đó, một loạt các loại mực vô hình đã được sử dụng cho các mục đích bí mật. Một công thức tương tự như mực muối sắt do John Jay tạo ra, được George Washington và nhóm tình báo Culper Ring của ông sử dụng trong Cách mạng Mỹ. Sau đó nước chanh đã được sử dụng bởi nhóm "Lemon Juice Spies" trong Thế chiến I. Trong Thế chiến II, dung dịch trung tính hoặc axit của phenolphthalein, một hợp chất hóa học được chiết xuất từ thuốc trị táo bón, được sử dụng làm mực vô hình. Nó không màu nhưng chuyển sang màu hồng khi tiếp xúc với chất kiềm như amonia và natri bicacbonat.

## Ứng dụng
Mực vô hình có thể được áp dụng cho một bề mặt viết bằng bút stylus, bút máy, con dấu, tăm, tăm bông, bút thư pháp, hoặc thậm chí là một ngón tay nhúng vào mực. Sau khi khô, bề mặt viết chữ viết trông gần giống như khi chưa viết với kết cấu và độ phản xạ tương tự như bề mặt xung quanh.
Nét chữ sau này có thể được nhìn thấy bằng các phương pháp khác nhau tùy loại mực vô hình được sử dụng. Mực có thể hiện ra bằng nhiệt hoặc bằng cách sử dụng hóa chất thích hợp, hoặc bằng cách xem dưới ánh sáng cực tím. Các loại mực được phát hiện bởi phản ứng hóa học có thể phụ thuộc vào phản ứng axit-base (như giấy quỳ) hoặc các loại phản ứng trao đổi khác. Chất giải mật dạng lỏng có thể được sử dụng thông qua bình xịt, nhưng một số chất khác ở dạng hơi, ví dụ khói amonia được sử dụng để phát hiện mực phenolphthalein.
Ngoài ra còn có bút mực vô hình đồ chơi có hai đầuː Một đầu viết mực vô hình và một đầu khác để phát hiện nét chữ sau khi viết. Mực vô hình đôi khi được sử dụng để in các phần của hình ảnh hoặc văn bản trong sách trẻ em, luôn bao gồm "bút giải mã" được sử dụng để hiển thị các phần vô hình của văn bản hoặc hình ảnh là đáp án cho câu hỏi được in bằng mực thông thường. 

Bằng tốt nghiệp trung học phổ thông ở Ba Lan sử dụng mực vô hình được nhìn thấy dưới tia UV

Bút đánh dấu an ninh hoặc bút đánh dấu UV bằng mực huỳnh quang phát sáng khi được chiếu bằng đèn UV thường được dùng đánh dấu (vô hình) các vật dụng giá trị đề phòng trộm cắp. Có loại bút bảo mật đặc biệt được chế tạo để viết trên các bề mặt không xốp như thủy tinh, nhựa, kim loại,... Các loại mực này sau đó được nhìn thấy bằng cách sử dụng nguồn sáng UV-A hoặc nguồn sáng UV khác. Bút đánh dấu an ninh được kinh doanh thương mại và sử dụng rộng rãi như một biện pháp đối phó tội phạm.
Mực vô hình có sẵn trên thị trường phát sáng với nhiều màu sắc khác nhau dưới ánh sáng cực tím. Một số loại mực vô hình chỉ có thể vô hình khi được sử dụng cho một số loại bề mặt nhất định, nhưng vẫn có thể nhìn thấy trên các bề mặt khác.
Một số nhà sản xuất hiện cung cấp mực vô hình sử dụng trong máy in phun. Các loại mực như vậy thường được nhìn thấy dưới ánh sáng cực tím. Việc sử dụng điển hình loại mực này là in ấn các biểu mẫu kinh doanh áp dụng bộ xử lý biểu mẫu mà không làm lộn xộn các nội dung nhìn thấy của biểu mẫu. Ví dụ, một số trạm phân loại thư của Dịch vụ Bưu chính Hoa Kỳ sử dụng mực nhìn bằng tia UV để in mã vạch trên phong bì gửi thư.
Rất hiếm khi mực vô hình được sử dụng trong nghệ thuật. Có những nghệ sĩ sử dụng hiệu ứng kết hợp từ mực/sơn vô hình và mực khác để tạo ra nhiều hiệu ứng khi được chiếu đèn UV.
Hệ thống bỏ phiếu E2E có tên Scantegrity II sử dụng mực vô hình để cho phép cử tri chỉ nhận được mã xác nhận cho lựa chọn được bỏ phiếu.

## Thuộc tính của mực vô hình "lý tưởng"
Đặc tính của mực vô hình "lý tưởng" phụ thuộc vào mục đích sử dụng của nó, ví dụ như mực dễ dàng đọc dưới ánh sáng cực tím. Trong tình huống cần bảo mật cao, một loại mực như vậy sẽ được coi là quá dễ phát hiện vì một số lượng lớn các thông tin có thể được nhìn thấy nhanh bằng tia UV.
Cẩm nang huấn luyện SOE của Anh được sử dụng trong Chiến tranh thế giới thứ hai đã xác định các thuộc tính sau của một loại mực vô hình "lý tưởng":
1. Tan được trong nước.
2. Không bay hơi, tức là không có mùi rõ rệt.
3. Không lắng đọng tinh thể trên giấy, tức là không dễ dàng nhìn thấy dưới ánh sáng.
4. Vô hình dưới tia cực tím.
5. Không phân hủy hoặc làm mất màu giấy, ví dụ như bạc nitrat.
6. Không phản ứng với iod, hoặc với bất kỳ chất phát hiện thông thường nào khác.
7. Các phương pháp giải mật cho mực càng ít càng tốt.
8. Không hiện ra khi bị tác động nhiệt.
9. Dễ dàng có được và có ít nhất một cách sử dụng vô tội hợp lý cho chủ sở hữu.
10. Không phải là hợp chất của một số hóa chất nhất định, vì điều này sẽ vi phạm mục 7.

Từ kinh nghiệm thực tế mục "6" và "9" thường không tương thích. Các đặc vụ của SOE được huấn luyện để không mạo hiểm mạng sống của họ thông qua việc phụ thuộc các loại mực không an toàn, hầu hết trong số đó là từ Thế chiến I. Nói chung, SOE sử dụng các loại mực vô hình như một phương thức liên lạc dự phòng khi không có các kỹ thuật giao tiếp an toàn hơn. Cơ quan này được biết là cung cấp loại mực đặc biệt cho các đặc vụ thay vì họ phải phụ thuộc vào các hóa chất thông thường. Khi các đặc vụ bị buộc phải ứng biến, họ được khuyên nên pha loãng mực vô hình càng nhiều càng tốt để giảm khả năng bị phát hiện.

## Sàng lọc thông điệp bí mật
Bất kỳ ai cũng có thể nhìn thấy bất kỳ loại mực vô hình nào, nhưng hạn chế nói chung là không đủ thời gian và thực tế là người ta không thể áp dụng hàng giờ giải mật cho từng tờ giấy. Do đó, việc sử dụng thành công mực vô hình phụ thuộc vào việc không khơi dậy sự nghi ngờ có sử dụng mực vô hình.
Dấu hiệu nhận biết của mực vô hình, chẳng hạn như vết xước bút từ bút sắc nét, độ nhám hoặc thay đổi độ phản chiếu của giấy (có thể bị xỉn hơn hoặc sáng bóng hơn, thường là do sử dụng mực không pha loãng) có thể rõ ràng đối với người quan sát cẩn thận chỉ sử dụng ánh sáng mạnh, kính lúp và khứu giác của người đó. Ngoài ra, từ khóa để giải mật, chẳng hạn như "nhiệt" hoặc bất kỳ "từ khóa" riêng lẻ nào trong bối cảnh không đúng có thể cảnh báo người kiểm duyệt về sự hiện diện của mực vô hình. Mực vô hình không hiệu quả với các loại giấy bóng hoặc rất mịn, vì gia keo của các giấy này ngăn mực thấm sâu và có thể dễ dàng bị nhìn thấy, đặc biệt là nếu giấy được kiểm tra dưới ánh sáng mạnh. Ngoài ra có những loại mực thương mại dành cho các bề mặt không xốp chỉ nhìn thấy được dưới ánh sáng cực tím hầu như không nhìn thấy được trên các bề mặt giấy bóng mịn.
Khi sử dụng ánh sáng cực tím hoặc tủ hút iod, các thông điệp bằng mực vô hình có thể được kiểm tra nhanh chóng và có thể đọc mà không cần giải mật hoàn toàn. Do đó, nếu người kiểm duyệt sử dụng phương thức này để chặn tin nhắn, thư đó có thể được gửi đến người nhận như dự định nhưng họ sẽ không biết tin nhắn bí mật đã bị bên thứ ba biết được.
Theo lý thuyết, một "trạm sàng lọc" có thể bao gồm kiểm tra thị giác và khứu giác, kiểm tra dưới ánh sáng cực tím và sau đó đốt nóng (không cháy) tất cả các vật thể trong lò trước khi thử tiếp xúc với khói iod để có hiệu suất tối ưu trong thời gian tối ưu.

## Các loại mực vô hình
Các loại mực được phân loại dưới đây theo phương pháp phát hiện ra chúng. Tuy nhiên, phải hiểu rằng một số loại mực - đặc biệt là những loại có nguồn gốc hữu cơ hoặc những loại có chứa hỗn hợp của một số hóa chất có thể được nhìn thấy bằng nhiều phương pháp. Ví dụ, chữ viết vô hình bằng nước xà phòng có thể được nhìn thấy bằng nhiệt, phản ứng với phenolphthalein, xem dưới ánh sáng cực tím hoặc bằng cách đặt bề mặt bên trong tủ hút iod.

### Mực phát hiện bởi nhiệt
Đa số mực loại này là các chất hữu cơ bị oxy hóa khi đun nóng, thường biến chúng thành màu nâu. Để tạo ra loại mực "nhiệt" này, hầu hết chất lỏng có tính axit đều có thể dùng. Cách an toàn nhất để sử dụng các chất này là pha loãng mực vô hình, thường là với nước, gần với điểm mà chúng trở nên khó phát hiện.
- Nước ngọt Coca Cola.
- Dung dịch mật ong, dung dịch đường (đường biến thành caramel khi mất nước).
- Nước chanh, táo, cam hoặc hành tây (axit hữu cơ và giấy tạo thành este khi có nhiệt độ cao).
- Sữa (đường sữa lactose bị mất nước tạo tinh thể).
- Dịch cơ thể như huyết tương.
- Nước xà phòng (oxy hóa một phần carboxylate).
- Rượu hoặc giấm.
- Coban(II) chloride chuyển sang màu xanh khi được đun nóng và trở lại vô hình sau một thời gian (nếu không bị nóng quá mức).

Chữ viết được hiển thị bằng cách làm nóng giấy, trên bộ tản nhiệt, bằng cách là ủi, sử dụng máy sấy tóc hoặc bằng cách đặt nó vào lò nướng. Một bóng đèn 100 watt ít có khả năng làm hỏng giấy.

### Mực hiện ra bởi phản ứng hóa học
Trong hầu hết các trường hợp, các chất này thay đổi màu sắc khi trộn với axit hoặc base.
- Phenolphthalein, thường được sử dụng làm chất chỉ thị pH, chuyển sang màu hồng khi có mặt của base như khói amonia hoặc natri cacbonat.
- Giấm sẽ hiện ra bởi nước bắp cải tím.[12] Giấm chứa axit axetic ảnh hưởng đến chỉ số pH trong nước bắp cải tím. Giấm cũng có thể được phát hiện bởi nhiệt, như trên.
- Amonia cũng được phát hiện bởi nước bắp cải tím.
- Đồng sunfat được phát hiện bởi natri iodide, natri cacbonat, amoni hydroxide hoặc kali ferricyanid.
- Chì(II) nitrat được phát hiện bởi natri iodide.
- Sắt(II) sunfat hiện ra nhờ natri cacbonat hoặc kali ferricyanid.
- Coban(II) chloride phản ứng với kali ferricyanid.
- Sắt(III) sunfat tạo kết tủa với natri sulfide.
- Tinh bột hiện ra bởi dung dịch iodː mực chuyển màu xanh đậm và giấy màu xanh nhạt.
- Nước cốt chanh cũng được phát hiện nhờ dung dịch iod (mực chuyển sang màu trắng, giấy chuyển sang màu xanh nhạt).
- Natri chloride (muối ăn) phản ứng với bạc nitrat tạo kết tủa trắng hóa đen ngoài không khí.
- Cerium oxalat hiện ra khi gặp mangan(II) sunfat và ôxi già.[13][14]

### Mực nhìn thấy dưới ánh sáng cực tím

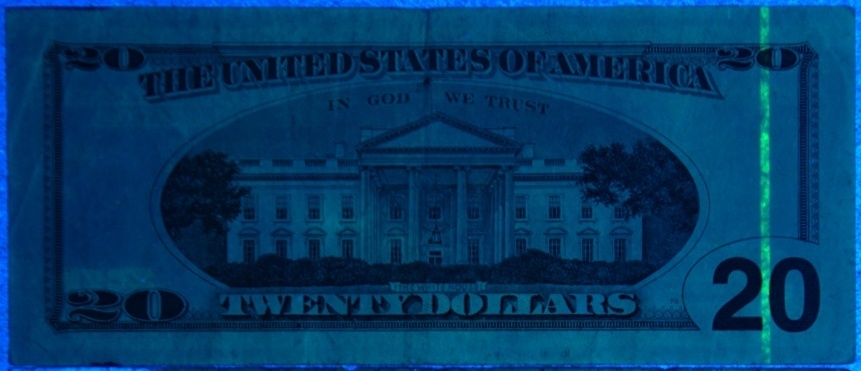
Tờ tiền 20 đô la Mỹ hiển thị một dải có thể nhìn thấy dưới ánh sáng cực tím

Một số loại mực phát sáng mờ (huỳnh quang) khi ở dưới đèn cực tím. Đây là một tính chất đặc biệt của nhiều chất, đặc biệt là các chất hữu cơ và dịch cơ thể sống.
Một số loại mực khác hoạt động theo cách ngược lại - hấp thụ tia cực tím nhưng không phát huỳnh quang. Khi được viết trên giấy huỳnh quang và soi đèn cực tím, các vùng mực sẽ phát huỳnh quang ít hơn vùng giấy xung quanh.
Một số loại mực được phát hiện bằng tia UV có thể được nhận biết trên bản sao của nó, do thành phần UV tương đối mạnh trong ánh sáng quét của máy photocopy.
Ví dụ về các loại mực được tiết lộ bởi tia cực tím là:
- Bột giặt có chứa chất làm sáng quang học.
- Xà bông tắm.
- Dịch cơ thể, huyết tương, nước bọt.
- Kem chống nắng.
- Nước chanh.

### Mực làm thay đổi bề mặt giấy
Tính chất này hầu như có ở tất cả các loại mực vô hình, nước cất cũng có thể dùng trong trường hợp này. Áp dụng bất kỳ chất lỏng nào sẽ làm thay đổi cấu trúc hoặc kích thước các sợi giấy trên bề mặt.
Sau khi thông điệp bằng nước cất lên giấy khô đi, khói được tạo ra từ các tinh thể iod nung nóng sẽ làm chữ viết hiện ra màu nâu. Lúc này iod ưu tiên chen vào các sợi celullose bị thay đổi cấu trúc vì nước. Phơi giấy dưới ánh sáng mặt trời mạnh sẽ đưa văn bản trở về trạng thái vô hình khi iod thăng hoa, tác dụng tương tự như khi sử dụng dung dịch tẩy.
Làm ẩm giấy bằng hơi nước và hong khô nó trước khi viết một tin nhắn sẽ ngăn không cho văn bản được nhìn thấy bằng iod, nhưng việc làm ẩm quá mức sẽ làm vênh giấy.

### Mực biến mất
Loại mực chỉ có thể nhìn thấy trong một khoảng thời gian sau đó không thể hiển thị lại được gọi là mực biến mất. Các loại mực biến mất thường dựa vào phản ứng hóa học giữa thymolphthalein và một chất cơ bản như natri hydroxide. Thymolphthalein thường không màu, chuyển sang màu xanh trong dung dịch kiềm. Khi dung dịch kiềm này phản ứng với cacbon dioxide (có trong không khí), độ pH giảm xuống dưới 10,5 và màu sắc biến mất. Một số loại bút mực (như Pilot Frixion) hiện cũng có sẵn một gôm nhỏ ở đầu để dễ dàng xóa đi văn bản khi cần. Các loại mực biến mất được sử dụng cho các tin nhắn bí mật trong thời gian giới hạn, vì lý do bảo mật trên các vật này không thể tái sử dụng, hoặc lừa đảo, hoặc cho trang phục và các đồ thủ công khác, nơi các dấu hiệu đo lường được yêu cầu biến mất sau khi sử dụng xong.

## Cách sử dụng hiện đại
Là một phương pháp bảo mật, hầu hết các loại mực vô hình đã được biết đến vào cuối chiến tranh thế giới thứ nhất. Tuy nhiên, vào năm 1999, CIA đã thành công trong việc yêu cầu mực vô hình trong Thế chiến I vẫn được miễn trừ khỏi việc giải mật bắt buộc, dựa trên tuyên bố rằng các tài liệu này vẫn có liên quan đến an ninh quốc gia. Các tài liệu trong Thế chiến I vẫn được phân loại như vậy cho đến năm 2011.
Cựu đặc vụ MI-6 Richard Tomlinson cáo buộc rằng bút bi của hãng Pentel Rolling Writer được sử dụng rộng rãi bởi các đặc vụ MI-6 sẽ tạo ra văn bản bí mật dưới dạng tin nhắn vô hình trong khi họ làm nhiệm vụ.
Năm 2002, một băng đảng đã bị truy tố vì đã lan truyền một cuộc bạo loạn giữa các giáo sĩ liên bang bằng cách sử dụng tin nhắn điện thoại được mã hóa và tin nhắn bằng mực vô hình.